# Філософський факультет Карлового університету
Філософський факультет Карлового університету в Празі (чеськ. Filozofická fakulta Univerzity Karlovy, скор. FF UK) — це один з чотирьох факультетів, що існує з часів заснування Карлового університету в Празі;  спочатку мав назву Факультет вільних мистецтв. Факультет є традиційним центром чеської освіти і однією з найважливіших освітніх гуманітарних інституцій. На більш ніж сімдесяти спеціальностях другого за величиною факультету навчається понад 8000 студентів. Чисельність професорсько-викладацького складу - 700 осіб, серед яких такі постаті світового значення, як перекладач Мартін Гильський, богослов Томаш Галік і єгиптолог Мирослав Вернер . В минулому тут працювали Ян Гус, Томаш Гарріг Масарик, Едвард Бенеш, Ян Паточка і Альберт Ейнштейн.
Філософський факультет Карлового університету є також одним з небагатьох факультетів у Чехії, в управлінні яких беруть активну участь студенти. Вони складають майже половину обраних представників Академічного сенату факультету і ведуть активну діяльність у більш ніж тридцяти студентських товариствах, організованих ними.

## Історія

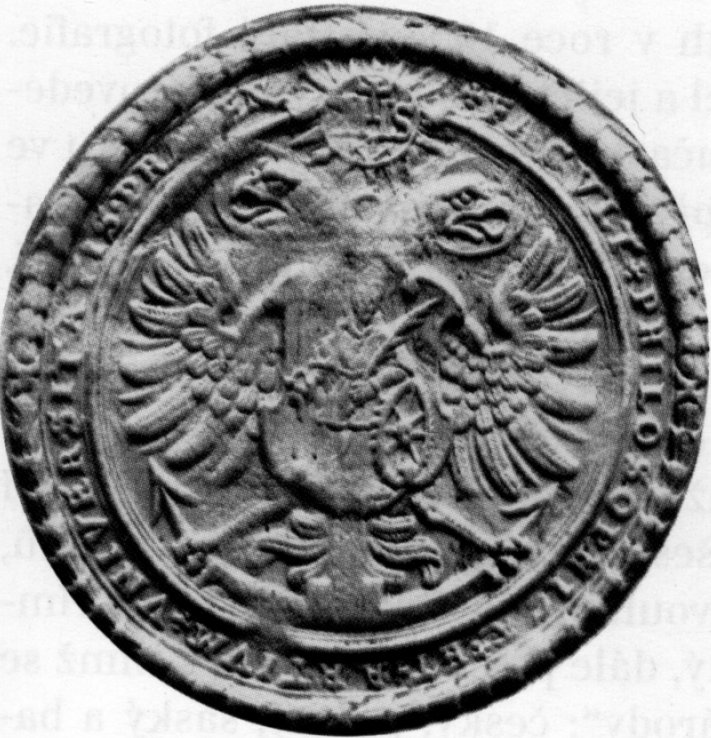
Печатка празького філософського факультету з другої половини 17 століття; поруч з імперським орлом з якорем і літерами IHS зображує покровительку факультету, святу Катерину Александрійську, покровительку філософів, з атрибутами — мечем, колесом і мученицькою пальмою

Факультет вільних мистецтв — попередник нинішнього філософського — був заснований 7 квітня 1348 року Карлом IV як один з чотирьох основних факультетів Празького університету. Його позначення як «філософський» виникло у зв'язку з тим, що раніше поняття філософія трактувалася ширше і означало науку взагалі або «любов до мудрості». У ті часи вважалося традицією отримати першу вищу освіту, закінчивши факультет вільних мистецтв, де студенти навчалися головним чином риторики і філософії. У зв'язку з цим факультет незабаром став найчисельнішою за кількістю людей частиною університету, і вже у 1366 році імператор Карл IV виділив фахівцям в галузі вільних мистецтв перший в історії Центральної Європи гуртожиток — Каролінум.
Після гуситських війн факультет вільних мистецтв протягом двох століть займав положення головного в цілому університеті. З XVII століття факультет офіційно став називатися Філософським і до середини XIX століття надавав можливість отримати підготовчу вищу освіту майбутнім студентам інших факультетів. Крім філософії тут вивчалися естетичні науки, педагогіка, математика, астрономія, природничі науки, технічні науки, економіка та історія. У XIX столітті починають розвиватися орієнталістика, археологія і релігіоністика, а також філологічні спеціальності, зокрема, чеська мова, італійська мова, французька мова, англійська мова та єврейська мова. Після лібералізації навчання у другій половині XIX століття, в 1897 році, навчальні спеціальності Філософського факультету стали доступні й жінкам.
Навіть після поділу університету на чеський і німецький, а також виділення природничого факультету в самостійну організацію в 1920 році, філософський факультет грав ключову роль в рамках всього університету, що тривало до його закриття окупантами-німцями в 1939 році, пов'язаного з репресією педагогів і студентів. Після звільнення Чехії в 1945 році і встановлення в 1948 році нової влади розвиток університету проходив у нових умовах, зокрема, було введено марксистсько-ленінські предмети. У 60-ті роки факультет знову поступово став відкривати свої двері непересічним особистостям того часу, однак реформаторський процес було зупинено в 1968 році після вводу військ до Чехословаччини і подальшого періоду нормалізації. Ці події стали причиною політичного акту самоспалення студента факультету Яна Палаха. Після Оксамитової революції 1989 року факультет повернув статус одного з найпрестижніших освітніх інститутів у Чехії. Завдяки підтримці і розвитку своїх традицій у галузі освіти протягом майже сімдесяти років, успішній викладацькій та педагогічній діяльності, а також широкому спектру навчальних спеціальностей Філософський факультет Карлового університету має значення світового масштабу.

## Особистості
За сім століть існування Філософський факультет відкрив свої двері десяткам видатних особистостей, які виступали тут у ролі деканів, викладачів або студентів.
- Ян Гус (як його декан)
- юрист Вікторин Корнелій з Вшегрд
- філософи Бернард Больцано, Ернст Мах, Ян Паточка
- археолог Бедржих Грозний
- історик Йозеф Пекарж[ru]
- державні діячі Томаш Гарріг Масарик і Едвард Бенеш
- хімік Ярослав Гейровський
- літературознавці Франтішек Ксавер Шальда[cs], Ян Мукаржовський і Рене Веллек[cs]
- поет Ярослав Врхліцький
- фізик Альберт Ейнштейн
- письменник Карел Чапек
- Ян Палах

Серед культурних діячів сучасності на Філософському факультеті навчалися письменники Міхал Вівег, Мілош Урбан, Радка Денемаркова, Петра Гулова, Людмила Фрейова, а також композитор Мирослав Срнка. Випускниками факультету є і громадсько-політичні діячі: правозахисниця Ганна Шабатова і голова акредитаційної комісії ЧР політолог Володимира Дворжакова.

## Навчання

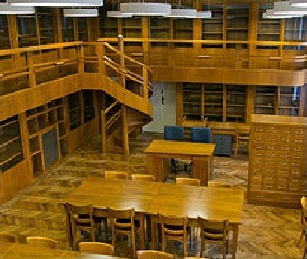
Історичний кабінет з оригінальним обладнанням 1930-х років.

За чисельністю професорсько-викладацького та студентського складів (чеськ. Akademická obec) факультет перевершує більшість чеських вишів. Також він займає перше місце за кількістю навчальних спеціальностей, на яких часто навчається відносно невелика кількість студентів (десятки, а іноді й одиниці). Це стосується таких вузьких спеціальностей, як арабістика, іраністика, тюркологія, корейська мова, логіка і естетика, навчання яких проводиться в спеціалізованих кабінетах високого класу. Щодо можливості поглибленого вивчення такого широкого спектра вузьких спеціальностей філософський факультет Карлового Університету не має аналогів у межах Чехії.
Філософський факультет Карлового Університету також є єдиним факультет в Європі, де вивчаються всі мови, на яких говорять в країнах ЄС. Поряд з найпоширенішими германськими, романськими та слов'янськими мовами тут можна вивчати і африканські мови, албанську, бенгальську, єврейську, японську, монгольську мови, хінді, а також санскрит. Випускники цих спеціальностей затребувані в дипломатичній та перекладацькій сферах.
Основними напрямками, які разом з тим налічують більшу кількість студентів, є філологія (богемістика, англістика, германістика, романістика, іспаністика), історія і філософія. Поряд з ними Філософський факультет надає можливість навчання на інших спеціальностях, що складають достатньо різноманітний список: від традиційної філософії, релігіоністики, логіки та естетики до психології, соціології, політології, андрагогіки, науки про театр, кіно і ЗМІ.
Завдяки численним обмінним програмам студенти мають можливість частину свого навчання проводити за кордоном. Разом з тим, кожен рік і сам факультет приймає сотні іноземних студентів. Неповний список великої кількості програм складають, наприклад, програми обміну студентів Erasmus, CEEPUS, Visegrádský fond, DAAD, Aktion, державні стипендії, а також ціла низка програм за двосторонньою домовленістю.
| Галузі вивчення      | Спеціальності |
| -------------------- | --- |
| Історія              | Археологія доісторичного періоду і середньовіччя, Єгиптологія, Архівознавство та допоміжні історичні науки, Історія та культура мусульманських країн, Давня історія і культура Східного Середземномор'я, Історія античної цивілізації, Історія, Історія економіки і суспільства, Історія Чехії в контексті Європи, Історія єврейського народу тощо. |
| Мова та література   | Англістика та американістика, Іспаністика, Індологія, Іраністика, Італістика, Кореяністика, Монголістика, Німецька мова та література, Нідерландська мова та література, Загальне мовознавство, Португалістика, Русистика, Сінологія, Фінська мова та література, культура і історія Фінляндії, Фонетика, Французька філологія, Циганістика, Чеська мова та література, Шведська мова та література, культура і історія Швеції, Японістика, Переклад (англійська, французька, німецька, російська, іспанська мови). |
| Людина і суспільство | Психологія, Соціологія, Економічна соціологія, Політологія, Політична теорія, Філософія, Релігіоністика, Андрагогіка і персональне управління, Педагогіка, Соціальна педагогіка, Сучасні ЗМІ, Інформаційні дослідження і бібліотечна справа. |
| Мистецтво            | Історія мистецтва, Наука про театр, Естетика, Наука про кіно, Наука про музику. |
| Викладання           | Викладач чеської мови та літератури в середній школі, Чеська мова як іноземна, Викладач латинської мови і літератури в середній школі. |

## Громадські заходи
Карлів Університет крім двох базових функцій вищого навчального закладу, якими є навчання й дослідження, має так звану «третю функцію» (за визначенням ОЕСР, концепт означає «діяльність, спрямовану на розвиток регіону та на спільну роботу з економічною, державною та некомерційною сферами» - http://kredo.reformy-msmt.cz/vyzkumna-zprava-treti-role-cr-vs). У зв'язку з цим Філософський факультет також сприяє актуальним відкритим дискусіям, забезпечуючи участь у них фахівців і проведення досліджень. Для цього Факультет організовує цілу низку навчальних заходів (англ. термін workshop), лекцій, фестивалів, відкритих для широкого загалу, молодших школярів і школярів середньої ланки, а також пенсіонерів:
- тематичні курси для пенсіонерів «Університет третього віку» (чеськ. Univerzita třetího věku)
- навчальні заходи для дітей 3-9 класів середньої школи «Дитячий університет» (чеськ. Dětská univerzita)
- фестиваль «Open Square»
- фестиваль «Тиждень різноманітності» (чеськ. Týden diverzity)
- науково-популярний захід «День науки» (чеськ. Den vědy)
- Ніч філософії

У заходах, метою яких є підвищення компетентності всього суспільства, брали безпосередню участь такі особистості, як Далай-лама, екс-держсекретар США Мадлен Олбрайт, китайський художник і архітектор Ай Вейвей, а також російський історик Андрій Зубов.

## Студентське життя
На філософському факультеті ведуть активну діяльність близько тридцяти студентських організацій, що є міцною і впливовою традицією. Тільки на філософському факультеті, в порівнянні з іншими факультетами по всій Чехії, студенти складають 50 відсотків всіх членів академічного сенату, завдяки чому вони мають можливість не тільки урізноманітнити життя факультету, але й чинити значний вплив на його управління.

### Студентська рада
На базі факультету працює студентська рада, яка є виконавчим органом спільноти Студентський фонд Філософського факультету (чеськ. Studentský fond FF UK). Спільноту заснували студенти факультету, які брали участь у революції 1989 року. Студентський фонд прагне урізноманітнити студентське життя і захищати інтереси студентів факультету під час переговорів з вищими органами управління, зокрема, університетом. Члени ради регулярно надають фінансову підтримку таким студентським проектам, як журнали, театральні гуртки, фестивалі та цикли лекцій для широкого кола слухачів. Крім того, Студентський фонд щорічно випускає брошуру OFFŠEM для першокурсників, яка допомагає їм зорієнтуватися на факультеті, а також займається підготовкою лекцій FAUST, по закінченні яких першокурсники оригінальним способом вважаються офіційно зарахованими в університет.